# Sebastian Koto Khoarai
Sebastian Koto Khoarai OMI (Koaling, 11 september 1929 – Mazenod, 17 april 2021) was een Lesothaans geestelijke en een kardinaal van de Rooms-Katholieke Kerk.
Khoarai trad toe tot de congregatie van Oblaten van de Onbevlekte Maagd Maria. Hij werd op 21 december 1956 priester gewijd. Op 10 november 1977 werd hij benoemd tot bisschop van het nieuw opgerichte bisdom Mohale's Hoek. Zijn bisschopswijding vond plaats op 2 april 1978. Van 1982 tot 1987 was hij voorzitter van de Lesothaanse bisschoppenconferentie.
Khoarai ging op 11 februari 2014 met emeritaat.
Khoarai werd tijdens het consistorie van 19 november 2016 kardinaal gecreëerd. Hij kreeg de rang van kardinaal-priester. Zijn titelkerk werd de San Leonardo da Porto Maurizio. Vanwege zijn slechte gezondheid was hij niet in staat de plechtigheden in Rome bij te wonen.
Khoarai overleed in 2021 op 91-jarige leeftijd.